# Vestibulookulärer Reflex

Bild 1: Schematische Darstellung des Reflexbogens

Bild 2: Vestibulookulärer Reflex bei Kopfneigung zur Seite und Drehung der Augen um die Sagittalachse entgegen der Richtung der Kopfneigung

Der Vestibulookuläre Reflex (VOR) ermöglicht als Hirnstammreflex eine stabile visuelle Wahrnehmung auch bei plötzlicher Kopfbewegung. Bei Kopfdrehung, -senkung oder -neigung werden die Augen mit gleicher Geschwindigkeit in die entgegengesetzte Richtung bewegt, so dass ein Objekt weiterhin fixiert werden kann. Dies wird durch eine Verschaltung der Bogengänge des Gleichgewichtsorgans mit den Nervenkernen der Augenmuskeln (Nucleus nervi oculomotorii, Nucleus nervi trochlearis, Nucleus motorius nervi abducentis) erreicht. Spielzeugpuppen mit beweglichen Augen können bei schneller Rotation des Puppenkörpers ähnlich aussehende Augenbewegen zeigen, weshalb der VOR auch als Puppenkopf-Phänomen bezeichnet wird.

## Reflexprüfung mit dem Kopf-Impuls-Drehtest
Der Untersuchte sitzt dem Untersucher unmittelbar gegenüber, neigt den Kopf um 30° nach vorne, um seinen lateralen Bogengang in die Horizontalebene zu bringen, und fixiert die Nasenspitze des Untersuchers oder einen Punkt hinter ihm.
Der Untersucher fasst den Kopf des Probanden und dreht ihn ruckartig und unvermittelt um etwa 20° in horizontaler, vertikaler oder sagittaler Richtung, während er die Augen des Untersuchten beobachtet.
Bei intaktem Reflexbogen fixieren die Augen unterbrechungslos den Bezugspunkt. Bei ausgefallenem Reflex folgen die Augen jedoch zunächst der Kopfbewegung und richten dann über eine Rückstellsakkade den Blick wieder auf den Fixationspunkt, zum Beispiel die Nasenspitze.
Nicht der Auslenkungsgrad des Kopfes zur Seite ist für die Auslösung des Reflexes entscheidend, sondern die Schnelligkeit der Kopfbewegung.
Die beschriebene Reflexprüfung orientiert sich am lateralen Bogengang, dessen Reizschwelle wegen der häufigeren Beanspruchung niedriger ist als die der beiden anderen Bogengänge, sie kann jedoch auch für den oberen und hinteren Bogengang durchgeführt werden. Bild 2 zeigt den vom oberen Bogengang ausgelösten Reflex bei Kopfneigung zur Seite und Drehung der Augen um die Sagittalachse. Diese Prüfung ist in der Routinediagnostik eher untypisch. Zudem kann auch eine Prüfung um die Horizontalachse bei Blick oben/unten erfolgen.

### Klinische Bedeutung des Kopf-Impuls-Drehtest
Ein pathologischer Kopf-Impuls-Drehtest erlaubt ohne technische Geräte einen Hinweis auf das Vorliegen und die Seitenlokalisation einer akuten peripher-vestibulären Störung. Bei akuten Schwindelbeschwerden mit Nystagmus, unauffälligem VOR und ggf. weiteren neurologischen Symptomen (Schluckstörung, Sehstörung) muss dagegen an einen Hirnstamminfarkt oder Kleinhirninfarkt gedacht werden.